# Lac de Pozzolo
Le lac de Pozzolo (lavu di Puzzolu en corse) est un petit lac de Haute-Corse, situé dans le massif du Monte Ritondu à 2 348 m d'altitude.

## Géographie

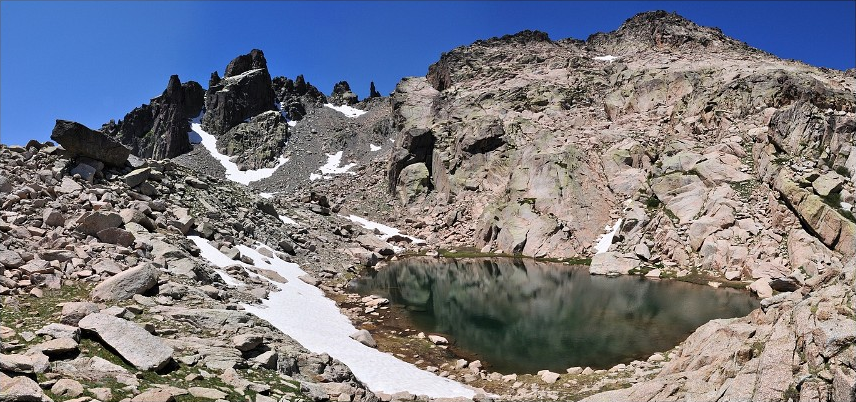
Le lac de Puzzolu devant le Monte Puzzolu (2 525 m) et le Monte Ritondu (2 622 m)

Il est situé sur la commune de Corte, au pied du Monte Ritondu (2 622 m), deuxième sommet de Corse.